# El héroe renacentista
El concepto literario del héroe renacentista o héroe dantesco es el de un tipo de héroe que surge en la época del renacimiento, principalmente a partir del poema épico de Dante Alighieri (1265 - 1321) la Divina Comedia, como contraposición al arquetipo de la figura heroica de la Edad Media.

## Surgimiento
Durante el renacimiento hubo un cambio drástico en muchos de los conceptos e ideas que se tenían hasta ese momento, esto se debió sobre todo a que comenzaron a surgir nuevas corrientes de pensamiento filosófico como el humanismo que reformularon mucho de lo planteado especialmente en el ámbito religioso, y que se enfocaron en romper con la idea de que Dios era el centro del universo, poniendo el acento en las cualidades y valores del hombre pero también señalando sus problemas humanos. En ese contexto, un modelo heroico arquetípico como se presentaba en los cantares de gesta de la Edad Media que era un ser excelente en todos los aspectos de conducta, dotado de virtudes, sin miedo, y sobre todo entregado a la religión no reflejaba precisamente lo que proponía la corriente humanista; era necesaria entonces una reconstrucción que se adecuara más a los preceptos de la época.

### Relación con laDivina Comedia

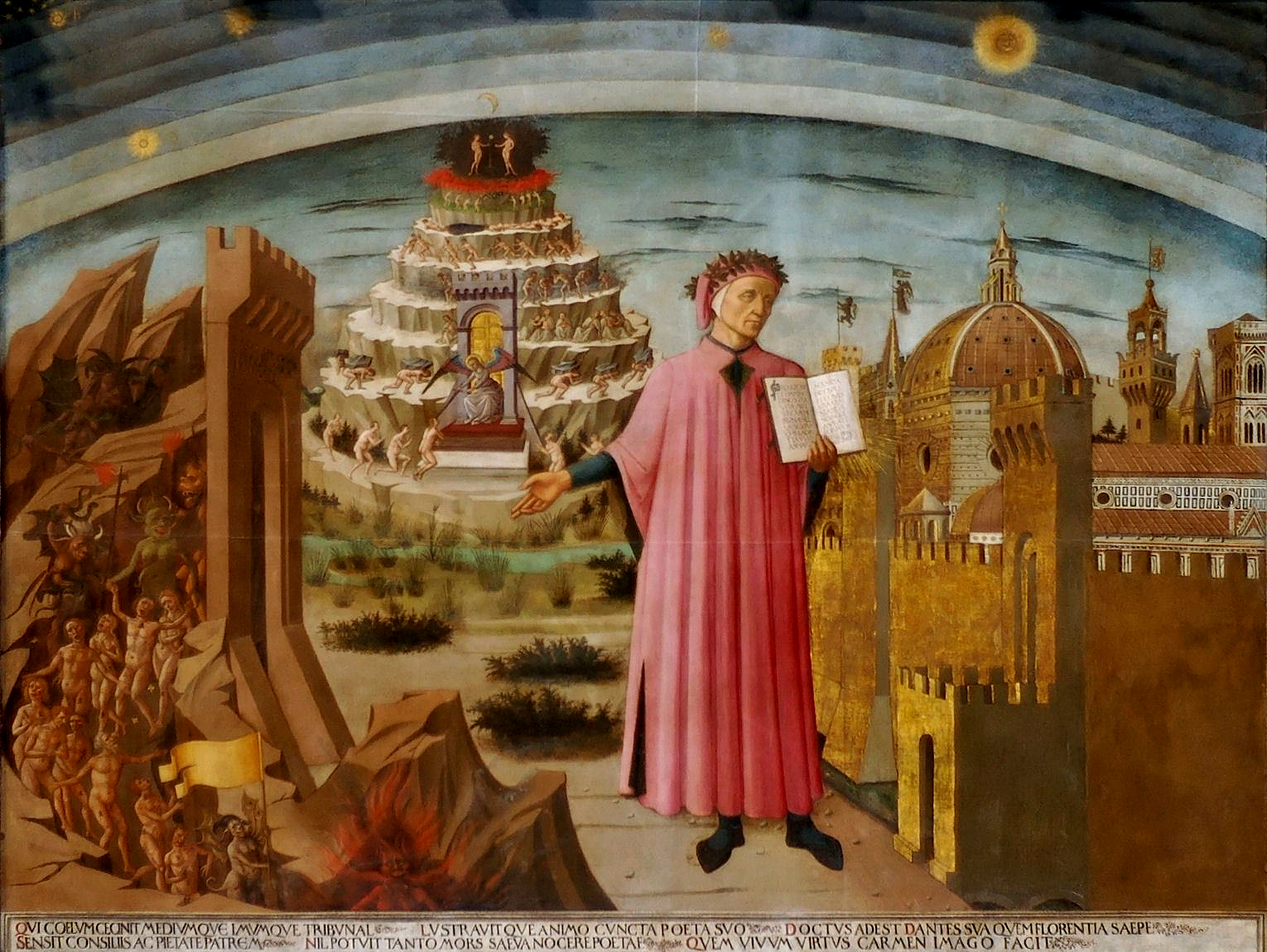
Dante con la Divina Comedia

Dante Alighieri (1265 - 1321), poeta italiano precursor del humanismo escribió aproximadamente en el año 1300 d. C. su poema conocido como la Divina Comedia que proponía una versión del héroe completamente distinta y contradictoria del presentado en los cantares medievales. El poema es protagonizado por Dante quien representa una especie de alter ego del autor, y que a diferencia del héroe medieval no ha ido en busca de un desafío para relucir sus virtudes artificiales, más bien ha llegado a él como consecuencia por haberse desviado voluntariamente del camino de la rectitud, arrastrado por las pasiones más intensas. lo que indica que existe una dicotomía en el personaje que es libre de tomar sus decisiones, un aspecto completamente humano.

He aquí el fragmento inicial de la Divina Comedia:
“A mitad del viaje de mi vida me perdí por entre la fragosidad de una selva oscura, tétrica y verde a la vez, absorbente y agresiva, como consecuencia de haberme alejado voluntariamente del camino recto, del sendero del bien y de la verdad“

## Características
El héroe que propone Alighieri es temeroso, ya no se trata del ser que confía plenamente en que las divinidades van a intervenir en su travesía para ayudarlo a cumplir su epopeya, sino que ahora pone en duda sus habilidades para sobrellevar el desafío que se le presenta, y trata de pedir auxilio a Dios, pero es consciente de que es susceptible como cualquier humano a caer en el pecado. El heroísmo dantesco, entonces, destaca por su exaltación a lo divino en contraste con el pecado, en ser capaz de reconocerlo y enfrentarse a él.

## Representación iconográfica

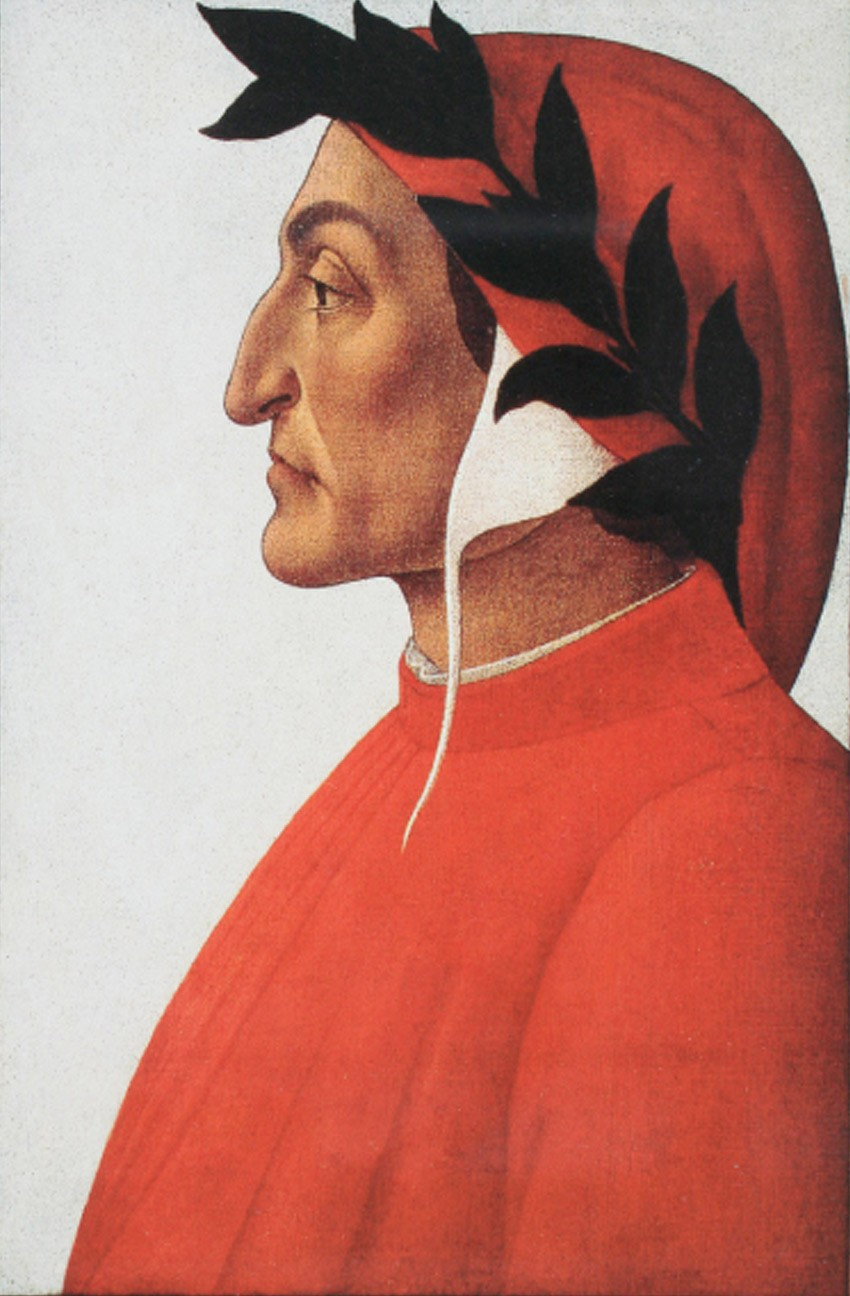
Retrato de dante portando una corona de laureles

Ciertamente el personaje de Dante ha tenido una gran difusión iconográfica, donde es mostrado físicamente como una persona de aspecto frío, austero, sin ningún rasgo de belleza, una imagen muy distante del héroe apuesto y corpulento de los cantares de gesta, además es comúnmente representado con una corona de laureles, que curiosamente hace referencia a una costumbre renacentista en la cual a los poetas y los literarios se les consideraba los “coronados” o “laureados”, por la asociación que tiene el laurel desde la Grecia Antigua con Apolo, el Dios de la sabiduría y el heroísmo, es por eso que muchos autores decidieron atribuírsela a Dante como un distintivo de figura heroica.